# Дженет Стейнбек
Дженет Стейнбек (англ. Janet Steinbeck, 27 лютого 1951) — австралійська плавчиня.
Призерка Олімпійських Ігор 1968 року.
Призерка Ігор Співдружності 1966 року.